# Pigeon River (Winnipegsee)
Der Pigeon River ist ein Zufluss des Winnipegsees im Osten der kanadischen Provinz Manitoba.
Der Pigeon River bildet den südlichen Abfluss des Family Lake. Er verlässt den See über die Shining Falls. Den nördlichen Abfluss des Family Lake bildet der Berens River, welcher den Nordteil des Sees durchfließt. Der Pigeon River durchfließt den Kanadischen Schild in westnordwestlicher Richtung und mündet schließlich in den Winnipegsee. Auf halber Strecke durchfließt der Pigeon River den Round Lake. An dessen Ausfluss beträgt der mittlere Abfluss 80 m³/s. Der Pigeon River hat eine Länge von etwa 150 km.
Die obere Hälfte des Flusslaufs – oberhalb des Round Lake – liegt innerhalb des Atikaki Provincial Parks. Der Pigeon River ist ein Ziel für Kanutouren, die vom Family Lake flussabwärts zur Mündung führen.